# Caesar (titel)
Caesar är en titel av kejserlig karaktär som användes i Romarriket. Den härstammar från den romerske diktatorn Julius Caesars cognomen, som övertogs av hans adoptivson Augustus och sedan av andra manliga medlemmar av den julisk-claudiska ätten. I samband med Galbas regeringstid år 68/69 förändrades dess betydelse från att vara ett familjenamn för släkten Julius till att ingå i kejsarens officiella titulatur. När Hadrianus adopterade Lucius Aelius fick denne titeln caesar, som därefter kom att ges till tilltänkta efterträdare, medan de regerande kejsarna titulerades augustus.
Senare kom titeln att utvecklas till kejsare och tsar och användas även för härskare över andra riken.